# ولشانی
ولشانی (به بلغاری: Veleshani) یک منطقهٔ مسکونی در بلغارستان است که در شهرستان کاردژالی واقع شده‌است.